# روزهای زیادی گذشت
وقت زیادی گذشت (به هندی: Bahut Din Huwe) و روزهای زیادی گذشت(به انگلیسی: Many days have passed) فیلمی هندی محصول سال ۱۹۵۴ و به کارگردانی اس.اس. واسان است. در این فیلم بازیگرانی همچون مدهوبالا، راتان کومار، آقا، ساویتری و لالیتا پاوار ایفای نقش کرده‌اند.